# Inverno e Monteleone
Inverno e Monteleone é uma comuna italiana da região da Lombardia, província de Pavia, com cerca de 1.069 habitantes. Estende-se por uma área de 9 km², tendo uma densidade populacional de 119 hab/km². Faz fronteira com Corteolona, Gerenzago, Miradolo Terme, Sant'Angelo Lodigiano (LO), Santa Cristina e Bissone, Villanterio.

## Demografia
| Variação demográfica do município entre 1861 e 2011                               |
|                                                                                   |
| Fonte: Istituto Nazionale di Statistica (ISTAT) - Elaboração gráfica da Wikipedia |